# Pjotr Konstantinowitsch Leschtschenko

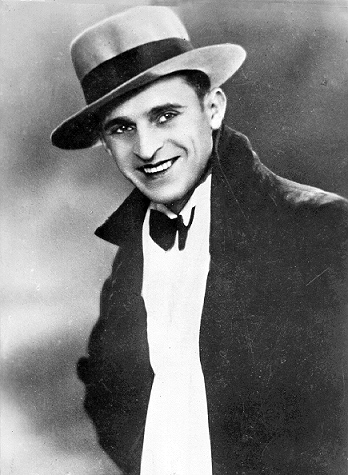
Pjotr Leschtschenko

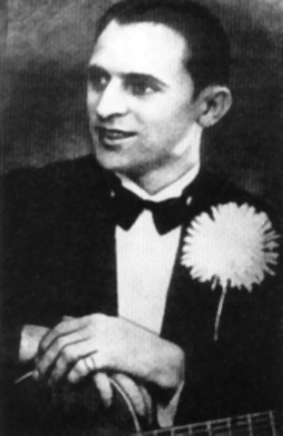

Pjotr Konstantinowitsch Leschtschenko (russisch Пётр Константинович Лещенко; * 14. Juni 1898 im Dorf Issajewo, Gouvernement Cherson, Russisches Kaiserreich; † 16. Juli 1954 in einer Strafanstalt in Târgu Ocna, Rumänien). Sein Name wird im Deutschen häufig Pjotr Leschenko geschrieben. Er wird „König des russischen Tango“ genannt und war in der Sowjetunion (vor allem in der Ukrainischen SSR und Russischen SFSR) von den 1930ern bis in die 1950er-Jahre des 20. Jahrhunderts ein bekannter und populärer Chansonsänger. Er sang vor allem bekannte Lieder aus Odessa, Zigeunerballaden, russische Tangos, Estrada-Titel und andere russischsprachige Lieder, die er oft in einem leicht folkloristischen Stil vortrug.

## Jugend in Bessarabien
Nur mühsam lässt sich das Leben von Pjotr Konstantinowitsch Leschtschenko aus einem Dickicht von Propaganda und Gerüchten ausmachen. Gesichert ist seine Geburt im Jahre 1898 als uneheliches Kind seiner Mutter Marija in dem ukrainischen Dorf Issajewe. Einem der Gerüchte zufolge soll sein Vater der ortsansässige Großgrundbesitzer gewesen sein. Mit seinem Stiefvater zieht er nach Kischinjow in Bessarabien. Dort lernt er ohne Unterricht Gitarre und man wird in der Gemeindeschule auf sein musikalisches Talent und sein absolutes Gehör aufmerksam. Infolge des Ersten Weltkriegs und der Oktoberrevolution besetzt Rumänien Bessarabien und so wird Leschenko rumänischer Staatsbürger. Da er keinen Beruf gelernt hat, schlägt er sich von nun an als Musiker durch.

## Erfolg als Musiker
Zunächst wird Leschtschenko noch nicht als Sänger bekannt. Mit seiner lettischen Ehefrau Zinaida als Tänzerin führt er eine Mischung aus Ballett und Folklore auf. Das Paar wird bekannt und Tourneen führen sie nach Ägypten, Palästina, Persien, Türkei und Deutschland. Leschtschenkos Erfolg als Sänger ist dem Zufall zu verdanken. Als seine Frau im Frühsommer 1930 schwanger ist, muss er in Riga in einem musikalischen Klub unter russischen Emigranten alleine auftreten. Man bittet ihn, zu singen und er singt zur Begleitung seiner siebensaitigen Gitarre und mit seiner prägnanten Stimme Zigeunerlieder, die jeder Russe von Kindheit an kennt. Eine Welle des Erfolges trägt ihn von nun an von einer Kolonie russischer Emigranten zur nächsten. Bald ist er auch außerhalb dieser Kreise in ganz Europa erfolgreich. Er reist nach Jugoslawien, Wien, Paris und London. In London überträgt die BBC eines seiner Konzerte in einer Live-Sendung. 1935 hat er den Höhepunkt seines Erfolges erreicht und gründet in Bukarest das Leschenko, das „Maxim des Ostens“ genannt wird. Das Lokal hat nur Platz für 20 Tische. Alle Kellner sind im Frack. Während der Auftritte darf niemand aufstehen. Leschtschenko betritt üblicherweise im Zigeunerkostüm die Bühne und singt (begleitet von den besten Musikern) grundsätzlich ohne Mikrophon. Am Anfang stehen immer die Zigeunerlieder. Nach der Pause kehrt er im Frack mit weißseidenem Einstecktuch zurück und es folgen die Tangos, die größtenteils nur für ihn komponiert waren. Zu seinen Stammgästen gehören armenische Kaufleute und reiche Mühlenbesitzer aus dem Bukarester Umland – vor allem aber: russische Emigranten, denen kein Weg zu weit ist, um sich der verlorenen Heimat näher zu fühlen.

## Auftrittsverbot und Tod
Der Niedergang beginnt mit dem Zweiten Weltkrieg. Im August 1944 erklärt Rumänien Deutschland, mit dem es vorher verbündet gewesen war, den Krieg und die Rote Armee marschiert in Bukarest ein. General Wladimir Iwanowitsch Burenin, Befehlshaber der Roten Armee in Bukarest wird Förderer der „Legende Leschtschenko“. Doch mit Beginn der Stalinschen Säuberungen muss Burenin gehen. Das Restaurant Leschtschenkos wird liquidiert. Er selbst gilt als Landesverräter, da er ab 1918 rumänischer Staatsbürger geworden war. Außerdem war er in den von deutschen, bzw. mit ihnen verbündeten rumänischen Truppen, besetzten Gebieten der Sowjetunion aufgetreten. Es folgen Auftrittsverbote und nur noch seltene Konzerte. Im Zigeunerkostüm wird er von der Bühne herunter verhaftet und stirbt 1954 (angeblich an einer Lebensmittelvergiftung) in einem Lagerlazarett in Târgu Ocna.

## Die Legende Leschtschenko

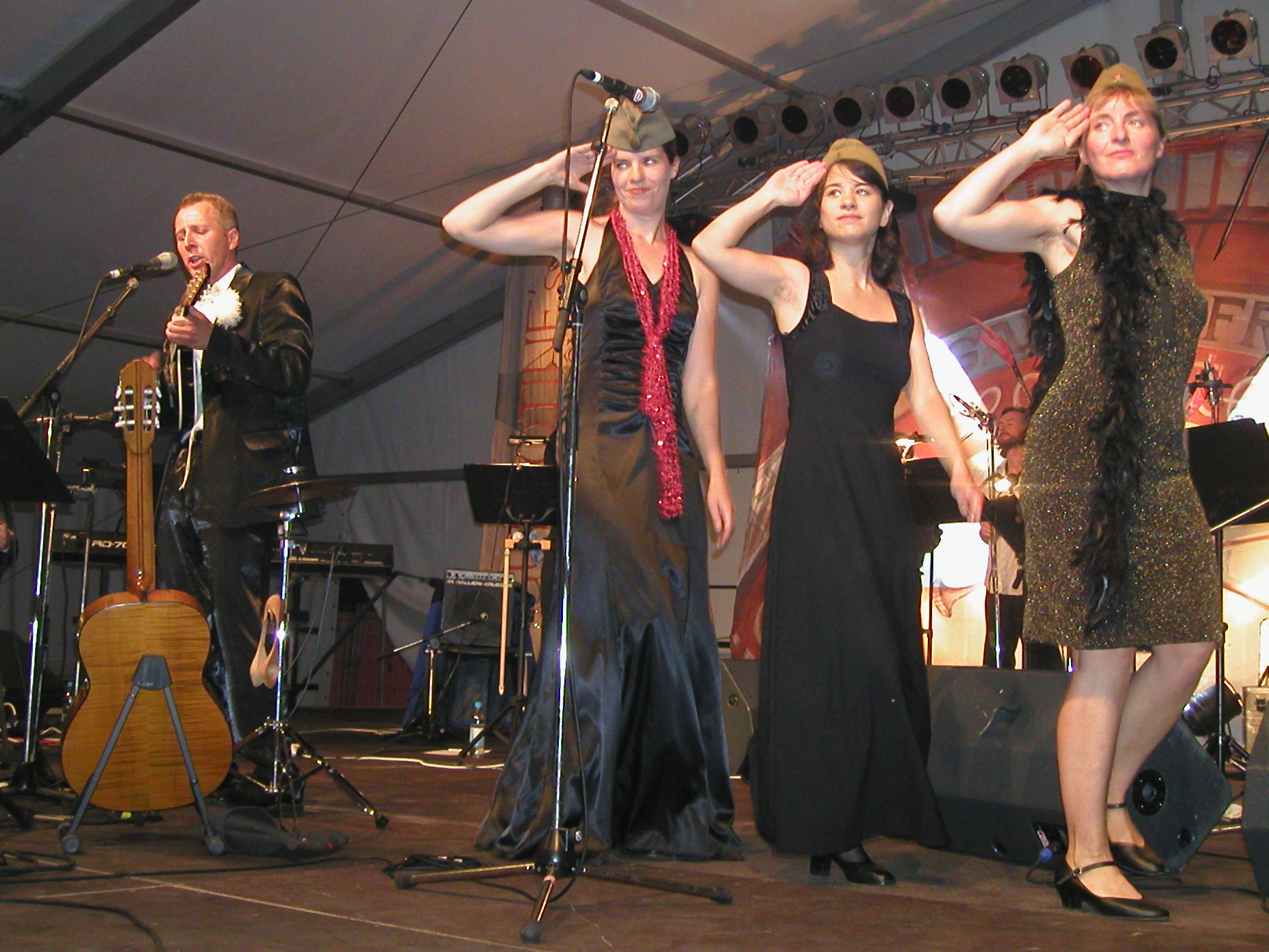
Das Leschenko-Orchester auf dem TFF.Rudolstadt 2006

In der Sowjetunion war seine Musik offiziell nicht mehr erwünscht. Auf legalem Wege gab es keine Platten von ihm zu erwerben. Erhältlich waren aus dem Ausland eingeschmuggelte Schellackplatten und „Rippen“ – Raubpressungen seiner Anhänger auf ausgedienten Röntgenplatten. Erst Ende der 1980er nahm die staatliche Plattenfirma Melodija seine alten Aufnahmen in ihr Programm auf. Leschtschenko wurde wieder salonfähig und mit dem Ende der Sowjetunion 1991 setzte eine Art Leschtschenko-Boom ein. Es erschien eine Biographie von ihm und in Moskau wurde der Club der Leschtschenko-Freunde gegründet, in dem junge Musiker versuchen, an die Tradition ihres Vorbildes anzuknüpfen. In Deutschland widmet sich Peter Wassiljewski und das Leschenko-Orchester aus Leipzig dem Erbe des Königs des russischen Tango. 2006 erstellte das Oldenburger Figurentheater Theater Laboratorium das Stück Russischer Tango - Wer war Pjotr Leschenko?.

## Veröffentlichungen in Deutschland
- 1996: 1935 / Tangos, Foxtrots & Romances (Oriente Musik)
- 1997: 1931 / Gipsy Songs & other Passions (Oriente Musik)
- 1998: 1934–1937 / Everything That Was (Oriente Musik)
- 2005: 1931–1937 / Gloomy Sunday (Oriente Musik)